# Budynek Banku Polskiego w Warszawie
Budynek Banku Polskiego – budynek filii rosyjskiego Banku Państwa, a następnie Banku Polskiego, znajdujący się przy ul. Bielańskiej 10 w śródmieściu Warszawy.

## Historia
Budynek powstał w latach 1907–1911 według projektu Leontija Benois dla rosyjskiego Banku Państwa, w miejscu kompleksu Mennicy Warszawskiej. Od 1918 mieściła się w nim siedziba Polskiej Krajowej Kasy Pożyczkowej, a od 1926 Bank Polski Spółka Akcyjna.
Budynek został uszkodzony w czasie obrony Warszawy we wrześniu 1939 roku.
W latach 1940–1944, w czasie okupacji niemieckiej, siedziba warszawskiego oddziału Banku Emisyjnego. Podczas powstania warszawskiego budynek został zdobyty 3 sierpnia 1944 przez powstańców i na cztery tygodnie stał się redutą. Żołnierze z batalionu „Łukasiński” odpierali ataki Niemców, którzy szturmowali go aby z tego rejonu rozpocząć atak na Stare Miasto. Powstańcy ewakuowali się z budynku kanałami 1 września 1944. Od strony ulic Bielańskiej i Daniłowiczowskiej fasada gmachu ciągle nosi ślady niemieckich kul. Walki podczas powstania warszawskiego upamiętniają tablice znajdujące się na fasadzie od strony ul. Bielańskiej.
Po II wojnie światowej (w latach 60.) wyburzono znaczną część uszkodzonego budynku, pozostawiając głównie prawą część fasady. Pozostałości gmachu później zostały wpisane do rejestru zabytków. Po 1945 oficyna pałacu była użytkowana przez Ministerstwo Finansów.
W zachowanej części budynku planowano umieszczenie Muzeum Powstania Warszawskiego i w tym celu rozpoczęto jego nadbudowę. Jednak ten plan nie został zrealizowany. W 1993 budynek został sprzedany.
W miejscu pozostałej części dawnego Banku Polskiego wzniesiono po 2010, z zachowaniem zabytkowych elementów ścian i fundamentów, biurowiec Senator.

## Galeria

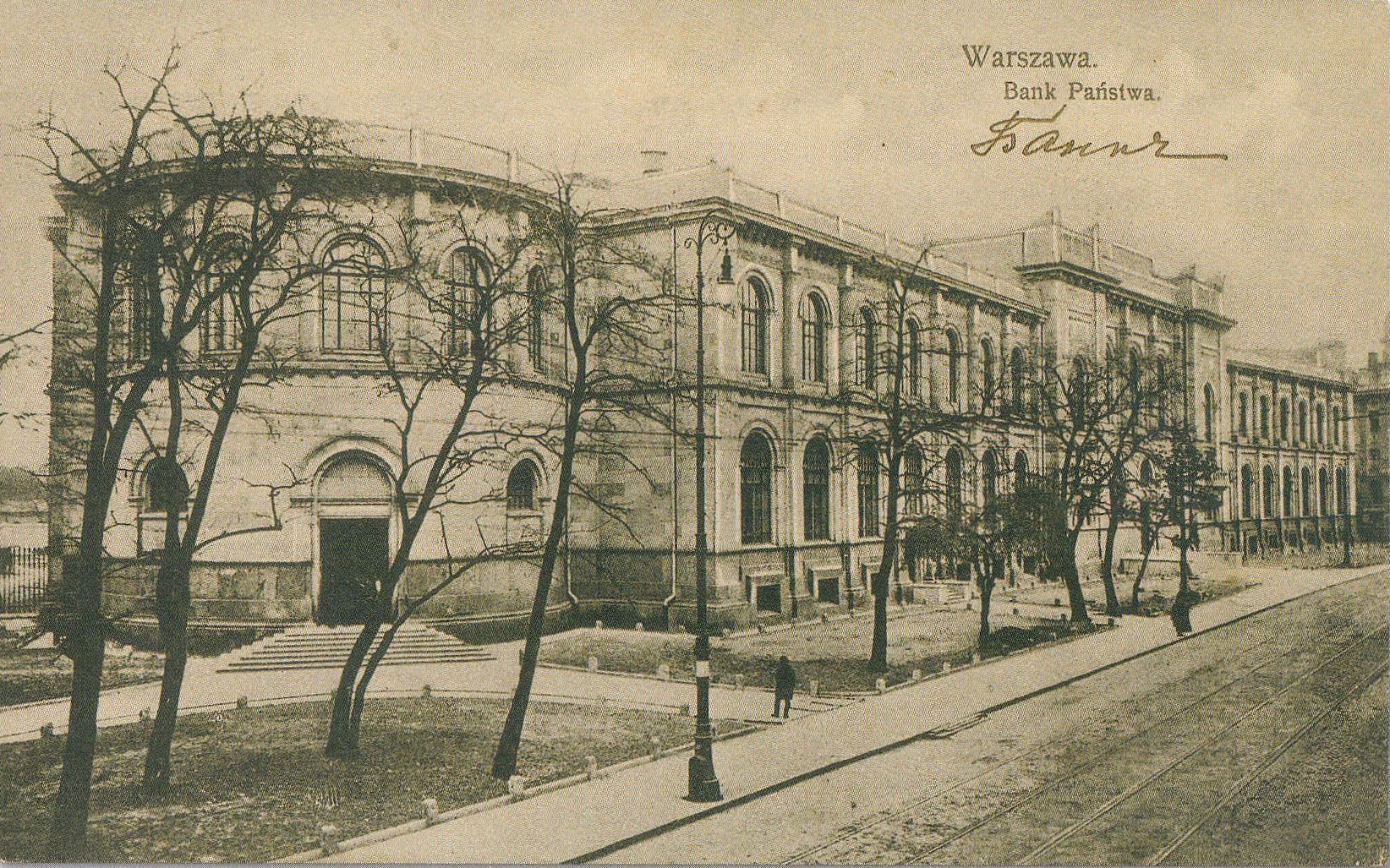
Bank Państwa, widok od strony ul. Długiej, przed 1914
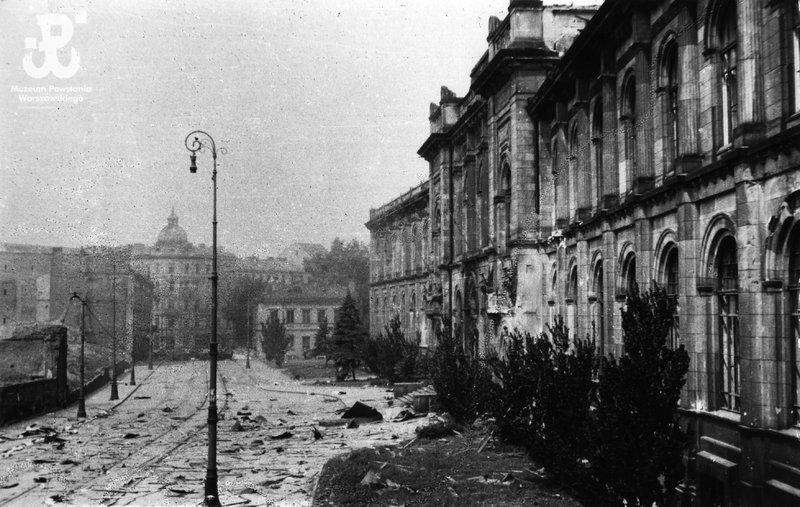
Bank Polski w trakcie powstania warszawskiego, 1944
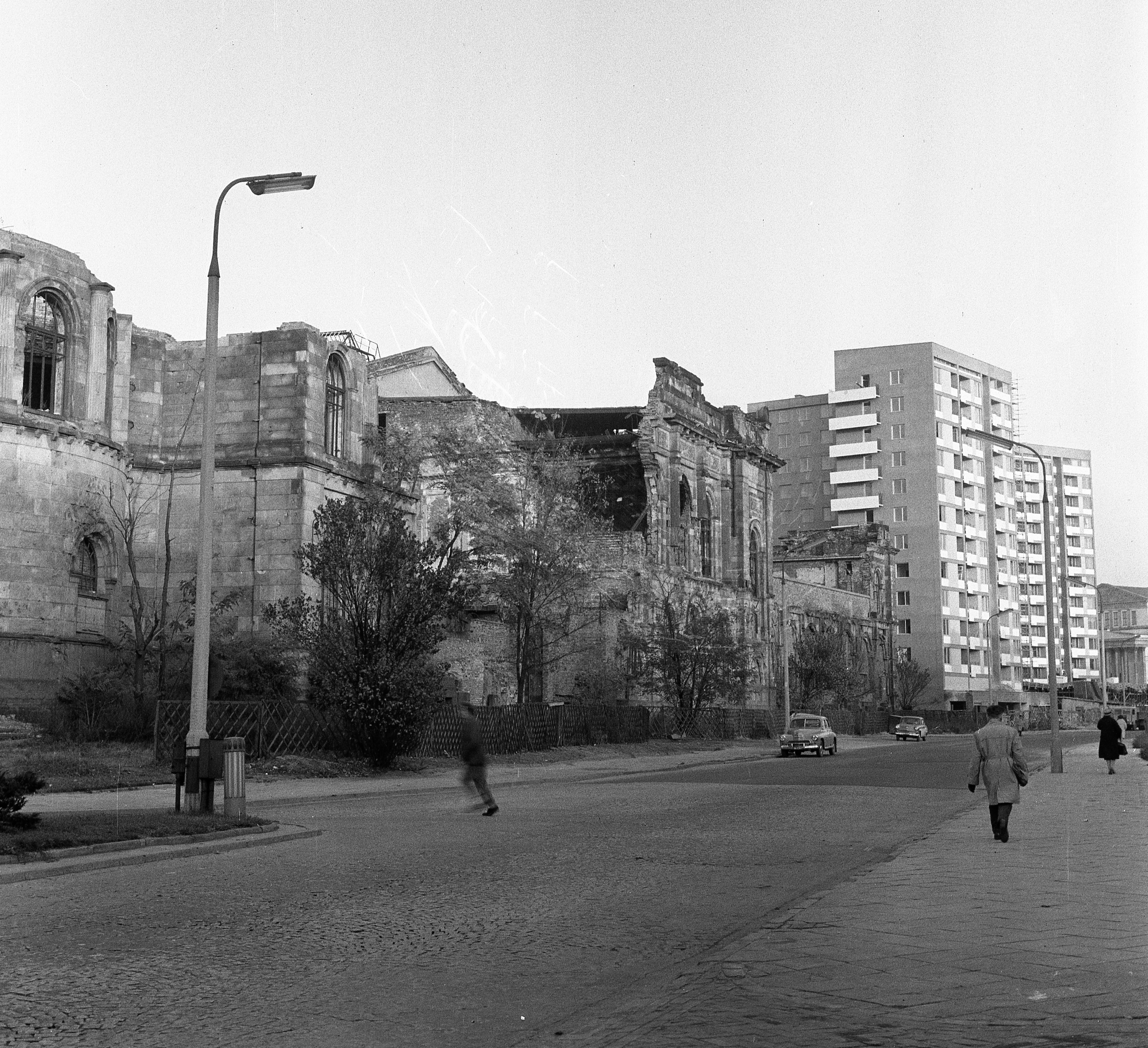
Pozostałości banku przed wyburzeniem, lata 60.
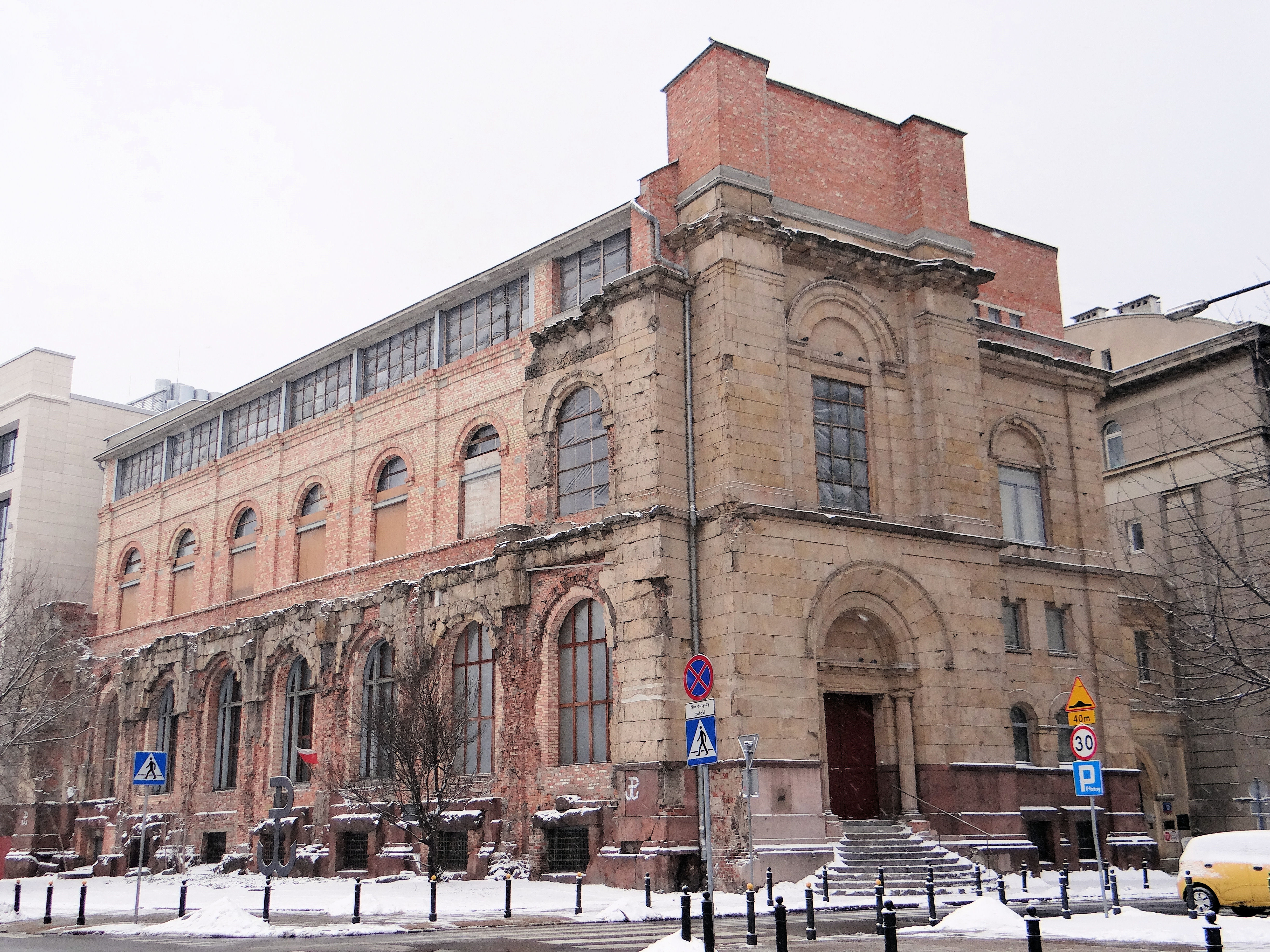
Zachowana współcześnie część gmachu (prawa część fasady)
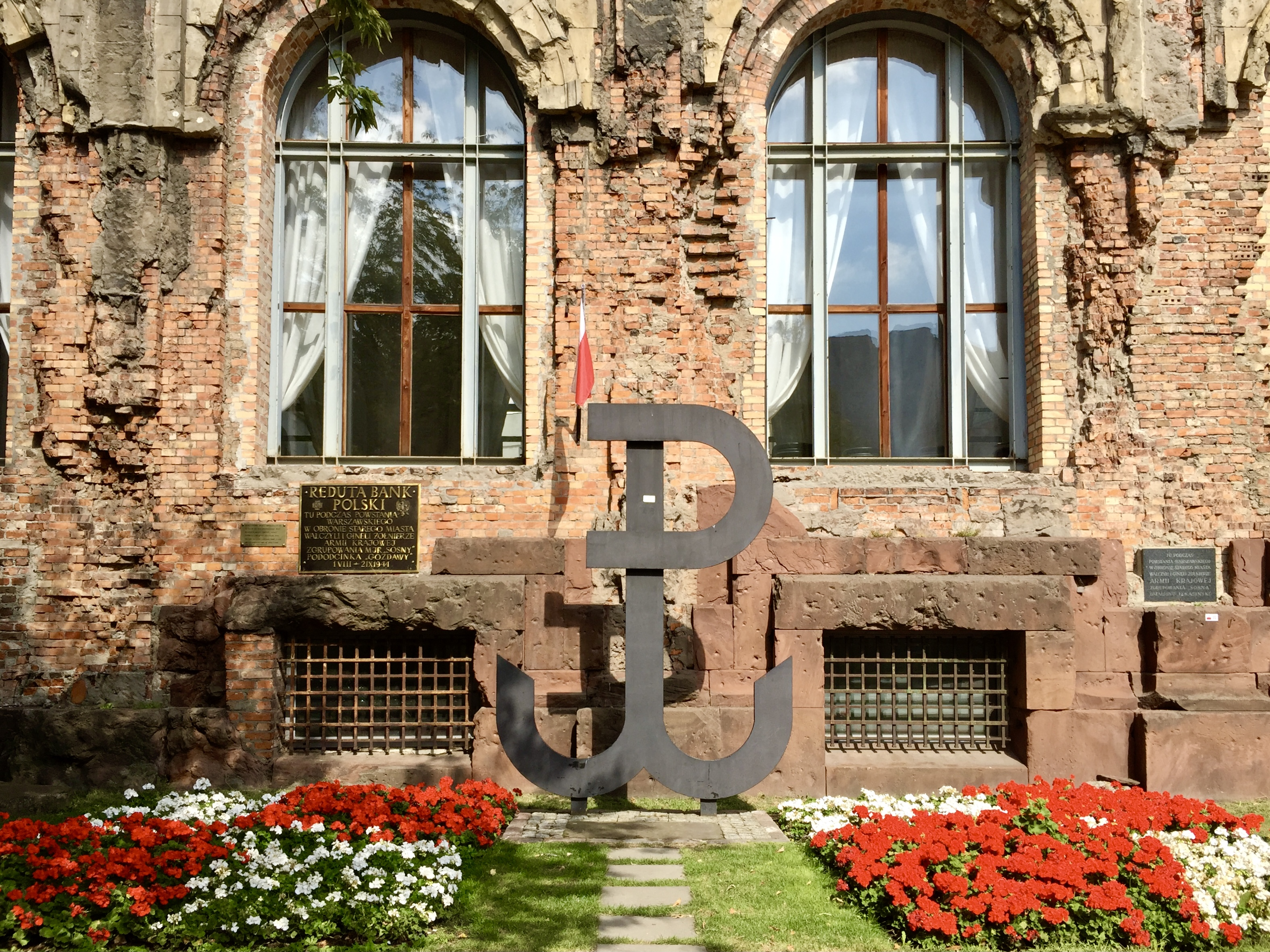
Upamiętnienie powstańczej Reduty Bank Polski
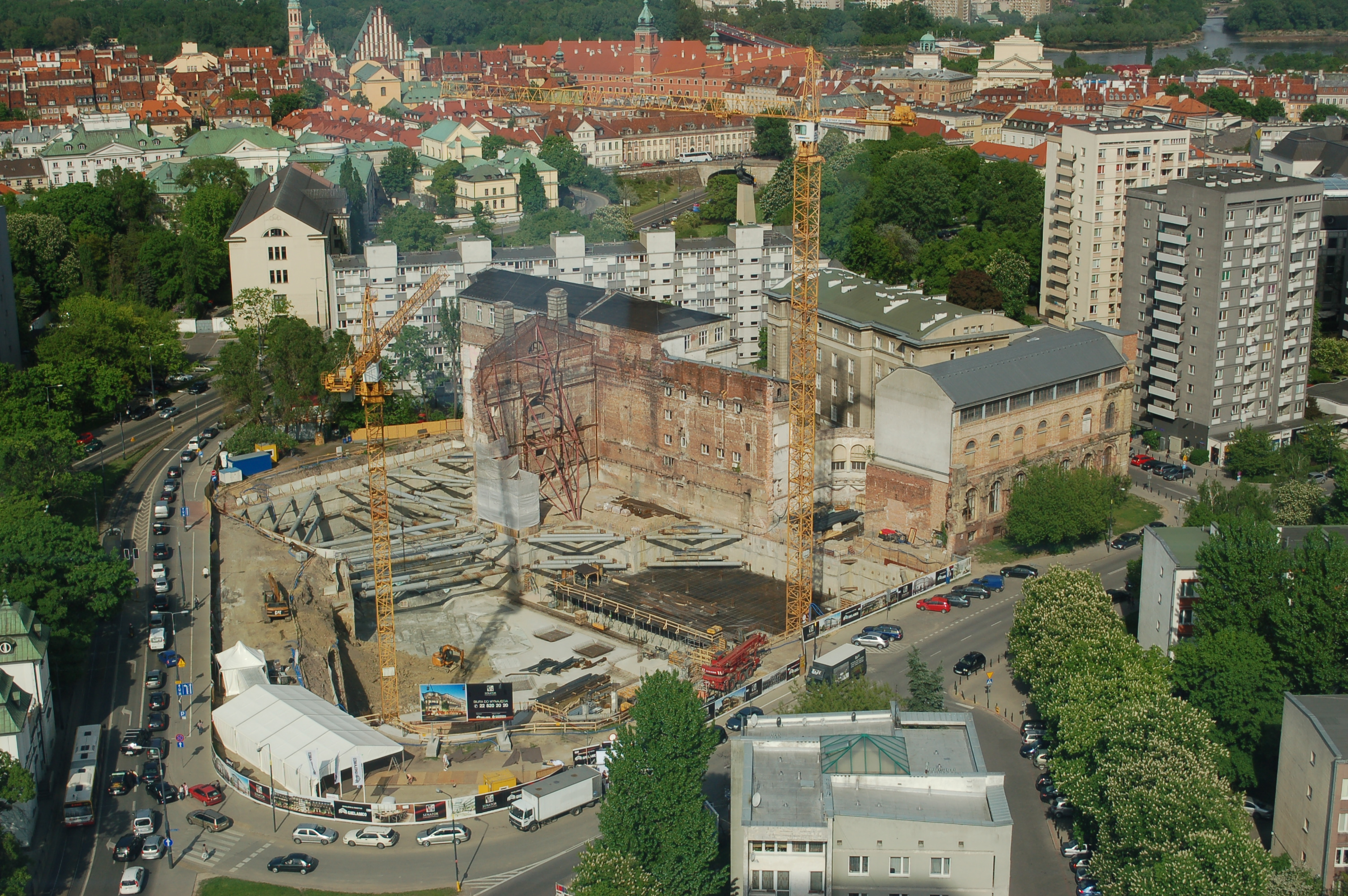
Pozostałości gmachu banku, 2011
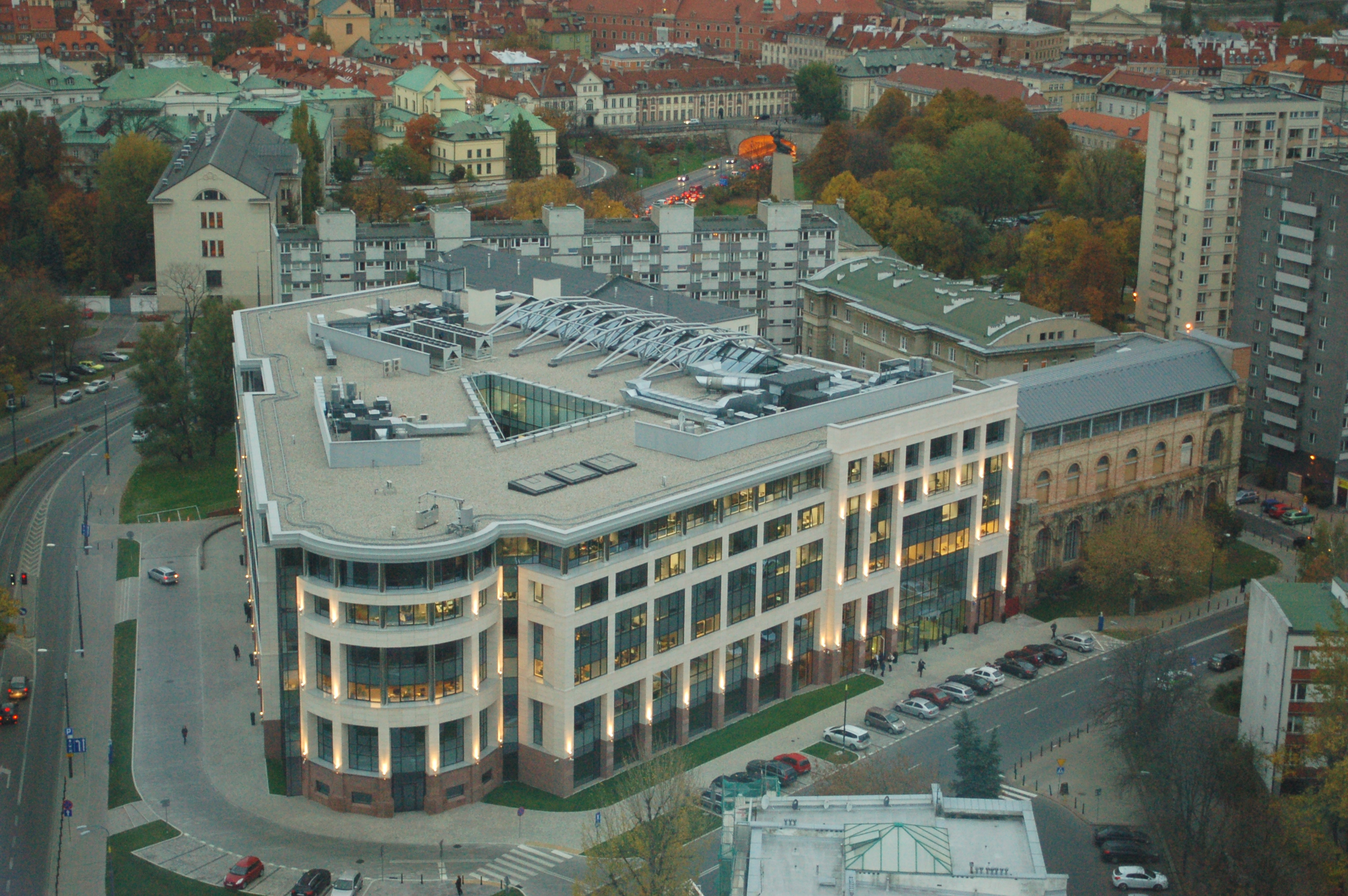
Biurowiec Senator dobudowany do oryginalnej części